# هانا بوتا
هانا بوتا (بالإنجليزية: Hannah Botha)‏ هي ممثلة جنوب أفريقية، ولدت في 17 يناير 1923 في Dwarskersbos ‏ في جنوب أفريقيا، وتوفيت في 16 أبريل 2007 في جوهانسبرغ في جنوب أفريقيا.

## وصلات خارجية
- هانا بوتا على موقع IMDb (الإنجليزية)
- هانا بوتا على موقع قاعدة بيانات الفيلم (الإنجليزية)